# Józef Longin Ostaszewski

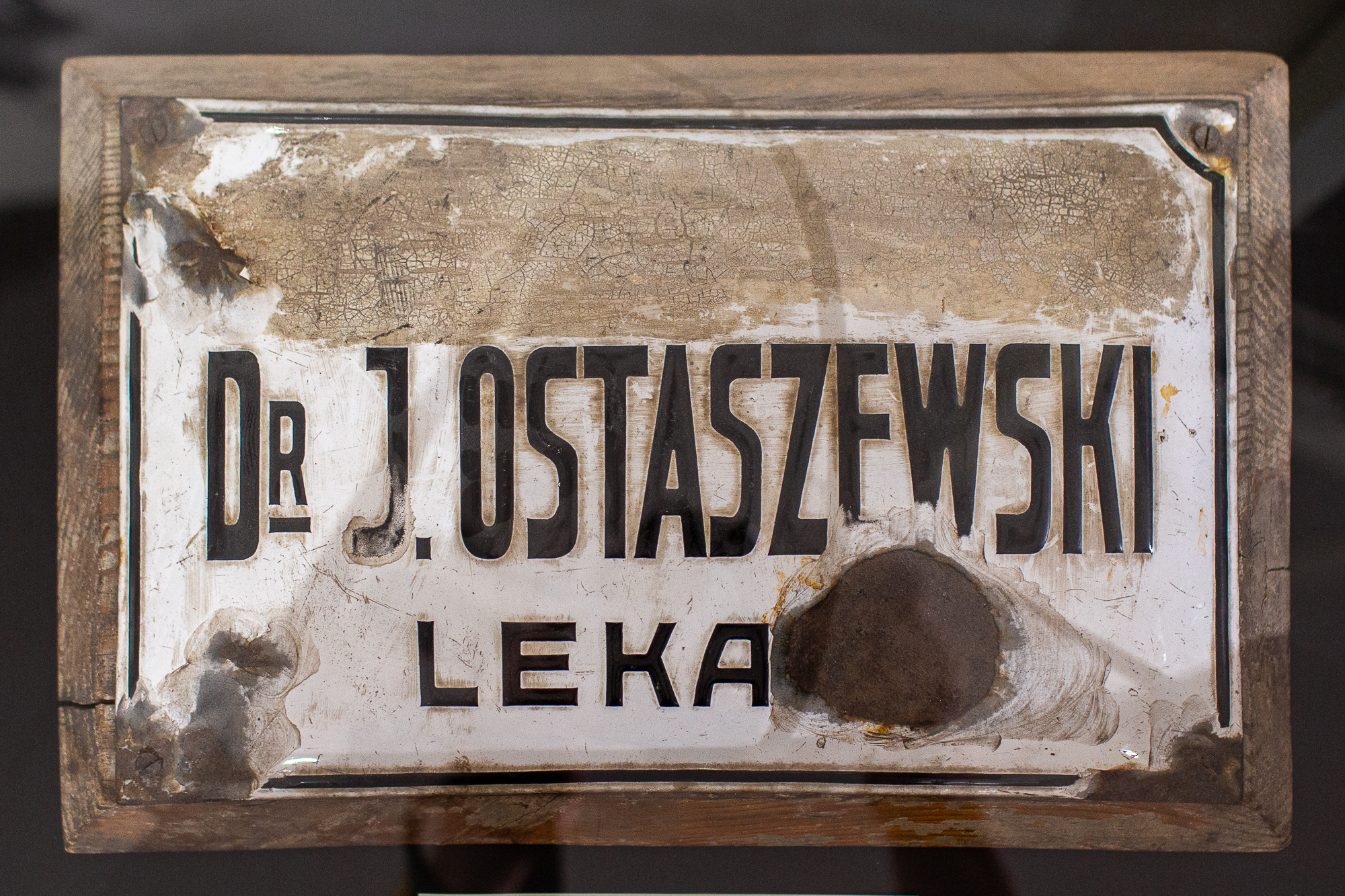
Tabliczka emaliowana z drzwi lekarza Józefa Longina Ostaszewskiego z czasów jego zamieszkania w Mławie

Józef Longin Ostaszewski (ur. 15 marca 1875 w Staninie, zm. 25 czerwca 1942 w Warszawie) – polski lekarz, działacz społeczny, historyk, popularyzator dziejów i kultury ziem północnego Mazowsza, wydawca, publicysta i malarz.

## Życiorys
Był synem administratora majątku ziemskiego w Staninie, Piotra Ostaszewskiego i Bronisławy z Kickich. Po ukończeniu gimnazjum w Radomiu, studiował od 1896 na Wydziale Lekarskim Uniwersytetu Warszawskiego, który ukończył w 1902. Powołany do wojska rosyjskiego wziął udział jako lekarz wojskowy w wojnie rosyjsko-japońskiej i w I wojnie światowej.
Od 1910 mieszkał w Mławie, gdzie kierował szpitalem miejskim. Zyskał popularność jako lekarz-społecznik, wrażliwy na biedę ludzką. Ubogim chorym bezpłatnie udzielał porad lekarskich i nierzadko dawał pieniądze na lekarstwa.
Zajmował się dziejami północnego Mazowsza i Prus Wschodnich. Opublikował szereg artykułów i szkiców oraz prace naukowe i popularnonaukowe, m.in. Z dziejów mławskiego Mazowsza. Szkic historyczny (1934), Dzieje pierwotne szczepu mazurskiego. Studium historyczno-językoznawcze (1935), Genealogia Mazurów pruskich (1936) i Osobliwości historyczne Mławy (1937).
Był działaczem Polskiej Macierzy Szkolnej, Polskiego Związku Zachodniego, Towarzystwa Dobroczynności, Stowarzyszenia Młodzieży Akademickiej, Towarzystwa Gimnastycznym „Sokół” i Towarzystwa Śpiewaczego „Lutnia”.
Przyczynił się do powstania w Mławie muzeum regionalnego (1926) i Towarzystwa Miłośników Miasta Mławy (1937).
Zajmował się malarstwem (głównie olejnym). Ocalał jego autoportret z czasów wojny rosyjsko-japońskiej i portrety kobiet (Portret matki, 1908, Żebraczka, 1924, Portret kobiety, 1915, Portret dziewczyny, 1926). Malował też pejzaże, sceny rodzajowe (np. Dziady żebrzące, Pochód Sokolic), kwiaty oraz lokalne zabytki (np. ratusz mławski).
Po ataku hitlerowskich Niemiec na Polskę we wrześniu 1939 r., w obawie przed aresztowaniem opuścił Mławę i zamieszkał w Warszawie u swego syna Stefana, porucznika rezerwy, który wkrótce potem, wywieziony (w transporcie z rotmistrzem Pileckim) do obozu koncentracyjnego Auschwitz zmarł w obozie 3 lutego 1941.
Zmarł w Warszawie rok po śmierci syna, dnia 25 czerwca 1942. Pochowany został na cmentarzu Wojskowym na Powązkach. Odznaczony był Złotym Krzyżem Zasługi.
Jego imię nosi ulica i szkoła w Mławie. Jego prace malarskie znajdują się w Muzeum Ziemi Zawkrzeńskiej w Mławie i w zbiorach prywatnych.